# Yuzu (эмулятор)
Yuzu (стилизованно yuzu) — это свободный и открытый эмулятор консоли Nintendo Switch. Разрабатывался с января 2018 года командой, ответственной за Citra, эмулятор Nintendo 3DS. Написан на C++. Список игр, совместимых с эмулятором, находится на официальном сайте.
| Системные требования | |                                                       |
| Характеристика       | Минимальные | Рекомендуемые                                         |
| Процессор            | Intel Core i5-4430 / AMD Ryzen 3 1200                                                                             | Intel Core i7-8700 / AMD Ryzen 5 3600                 |
| ОЗУ                  | 8Гб | 16Гб                                                  |
| Видеокарта           | с поддержкой OpenGL 4.5 / Vulkan 1.1 (например, Intel HD Graphics 520, NVIDIA GeForce GT 1030, AMD Radeon R7 240) | Nvidia GeForce GTX 1060 6GB или AMD Radeon RX 470 8GB |
| ОС                   | Windows 7 или выше (64 бит) / GNU/Linux (64 бит)                                                                  | Windows 7 или выше (64 бит) / GNU/Linux (64 бит)      |

## Особенности
Yuzu использует сетевой сервис Boxcat в качестве замены Nintendo BCAT.
Yuzu также предлагает функцию масштабирования разрешения, которая имитирует пристыкованные, отстыкованные и неродные разрешения.
В декабре 2019 года в ранний доступ Yuzu был добавлен API Vulkan. На апрель 2020 года Vulkan также используется для восстановления совместимости MacOS с помощью MoltenVK, поскольку команда разработчиков эмулятора перестала поддерживать версии эмулятора для MacOS после того, как Apple забросила OpenGL.
9 мая 2020 года команда разработчиков объявила об обновлении, включающем экспериментальную многопоточную эмуляцию центрального процессора Switch.

## Принятие
В октябре 2018 года Kotaku опубликовал статью, отмечая, что Super Mario Odyssey вполне играбельна. Автор статьи выразил беспокойство способностью Yuzu эмулировать игры, которые в то время были доступны на платной основе.
PC Gamer отметил, что эмулятор смог запустить Pokémon: Let’s Go, Pikachu! и Let’s Go, Eevee! вскоре после выхода игр, хотя и с проблемами со звуком.
В октябре 2019 года Gizmodo опубликовала статью, в которой отмечалось, что Yuzu смог эмулировать некоторые игры с частотой кадров примерно наравне с консольным железом.
Разработка завершилась 4 марта 2024 года после того, как Tropic Haze LLC, юридическое лицо, представляющее команду Yuzu, урегулировало судебный процесс с Nintendo of America, что привело к прекращению работы над эмуляторами Yuzu и Citra .